# Colossendeis concedis
Colossendeis concedis is een zeespin uit de familie Colossendeidae. De soort behoort tot het geslacht Colossendeis. Colossendeis concedis werd in 1995 voor het eerst wetenschappelijk beschreven door Child. 